# Torneo Copa de Campeones
El Torneo Copa de Campeones o simplemente Copa de Campeones fue un torneo de baloncesto desarrollado en Argentina . El mismo se desarrolló entre 1997 y 2000, realizándose en total cuatro ediciones y habiendo cuatro sedes distintas. El único equipo que obtuvo el campeonato en dos ocasiones fue Atenas de Córdoba. A partir de 2001 fue reemplazado por el Torneo Top 4.

## Modo de disputa
El torneo era jugado por seis equipos, los cuales consistían en el último campeón de la Liga Nacional de Básquet, 2 equipos que hayan sido campeones de la LNB al menos en dos oportunidades, 2 campeones LNB al menos una vez y el club que era sede del torneo.
La modalidad consistía en un play-off a un partido, es decir, eliminatorias donde el que pierde finaliza su participación y el que gana continúa. Los bicampeones comenzaban su participación a partir de la serie de semifinales, uno en cada llave. Los perdedores de semifinales disputaban el partido por el tercer puesto.

## Historial
| Año           | Sede                                               | Campeón                  | Subcampeón                    |
| ------------- | -------------------------------------------------- | ------------------------ | ----------------------------- |
| 1997 Detalles | Polideportivo Islas Malvinas Mar del Plata         | Olimpia de Venado Tuerto | Club Ferro Carril Oeste       |
| 1998 Detalles | Estadio Osvaldo Casanova Bahía Blanca              | Atenas de Córdoba        | Estudiantes de Bahía Blanca   |
| 1999 Detalles | Polideportivo Carlos Saúl Menem Ciudad de La Rioja | Atenas de Córdoba        | Independiente de General Pico |
| 2000 Detalles | Polideportivo Carlos Cerutti Ciudad de Córdoba     | Estudiantes de Olavarría | Atenas de Córdoba             |

### Participaciones
- 4 participaciones:
  - Atenas: 1997, 1998, 1999, 2000.
  - Ferro: 1997, 1998, 1999, 2000.
  - Independiente General Pico: 1997, 1998, 1999, 2000.

- 3 participaciones:
  - Boca: 1998, 1999, 2000.
  - Peñarol: 1997, 1999, 2000.

- 2 participaciones:
  - Olimpia de Venado Tuerto: 1997, 1998.

- 1 participación:
  - San Andrés: 1997.
  - Andino de la Rioja: 1999.
  - Estudiantes de Bahía Blanca: 1998.
  - Estudiantes de Olavarría: 2000.